# 유엔 안전구역
유엔 안전구역은 1993년 보스니아 전쟁 기간 여러 유엔 안전 보장 이사회 결의에 따라 보스니아 헤르체고비나의 영토 안에 설치된 인도주의적 회랑이다.
1993년 4월 16일 유엔 안전 보장 이사회 결의 제819호에 따라 스레브레니차 지역이 안전구역으로 선포되었다. 1993년 5월 6일 나온 유엔 안전 보장 이사회 결의 제824호는 사라예보, 제파, 고라주데, 투즐라, 비하치를 안전구역으로 확대했다. 안전구역으로 선포된 도시와 영토는 유엔 평화유지군인 유엔 보호군(UNPROFOR)의 보호 하에 놓이게 되었다.
유엔 안전구역 지정은 오늘날 가장 논란이 많은 유엔의 결정 중 하나로 꼽힌다. 안보리 결의안에서는 보스니아 헤르체고비나와 같은 전쟁 지역에서 안전구역을 보호하는 절차가 모호했다. 이 결의안에 찬성표를 던진 회원국들도 정치적 이유로 안전구역의 안보를 보장하는 데 필요한 조치를 취하지 않아 이 결의안으로 외교적 상황이 어려워졌다.
1995년 유엔 안전구역의 상황이 악화되면서 제2차 세계 대전 이후 유럽에서 발생한 최악의 잔혹 행위 중 하나라는 스레브레니차 학살로 정점에 달한 외교적 위기가 발생했다. 안보리 결의 제819호와 제836호는 스레브레니차를 "무력 사용을 포함한 모든 수단"을 사용해 보호해야 할 '안전구역'으로 지정했다. 유엔 안전구역을 향한 지속적인 공격과 사라예보 포위전으로 결국 나토가 보스니아 헤르체고비나 지역에 딜리버레이트 포스 작전이라는 이름으로 개입을 시작했다.
전쟁이 끝날 무렵까지 모든 안전지대가 스릅스카 공화국군의 공격을 받았으며, 이 중 스레브레니차와 제파는 스릅스카군에게 함락되었다.

## 안전구역 내 전투
- 스레브레니차 포위전
- 제파 포위전
- 고라주데 포위전
- 비하치 포위전
- 사라예보 포위전

## 같이 보기
- 시리아 안전지대
- 비무장 지대